# Veronica crista-galli
Veronica crista-galli är en grobladsväxtart som beskrevs av Christian von Steven. Veronica crista-galli ingår i släktet veronikor, och familjen grobladsväxter. Inga underarter finns listade i Catalogue of Life.